# Seznam rektorů Janáčkovy akademie múzických umění
Toto je chronologický seznam rektorů Janáčkovy akademie múzických umění, která byla založena v roce 1947.

## Seznam rektorů
1. Ludvík Kundera (1. října 1948 – 20. listopadu 1961)
2. František Kudláček (21. listopadu 1961 – 30. června 1962)
3. Josef Burjanek (1. července 1962 – 30. listopadu 1969)
4. František Kudláček (1. prosince 1969 – 26. srpna 1972)
v letech 1972–1973 byl zastupujícím rektorem František Šolc
5. Josef Burjanek (1. září 1973 – 31. srpna 1976)
6. František Šolc (1. září 1976 – 31. srpna 1987)
7. Vladimír Hudec (1. září 1987 – 31. ledna 1990)[3]
8. Alena Štěpánková-Veselá (1. února 1990 – 31. ledna 1997)[3]
9. Alois Hajda (1. února 1997 – 31. ledna 2003)[3]
10. Václav Cejpek (1. února 2003 – 31. ledna 2010)[3]
11. Ivo Medek (1. února 2010 – 31. ledna 2018)[3]
12. Petr Oslzlý (1. února 2018 – 31. ledna 2022)[3]
13. Petr Michálek (od 1. února 2022)[3]